# 3. juli
3. juli er dag 184 i året i den gregorianske kalender (dag 185 i skudår). Der er 181 dage tilbage af året.
Cornelius dag. Muligvis efter martyrpaven Cornelius, der døde i 253.

### Begivenheder
Født - Dødsfald
- 1608 - Den franske opdagelsesrejsende Samuel de Champlain grundlægger kolonien Quebec i Canada.
- 1711 - Pesten kommer til København, og en plakat med forholdsregler sættes op i byen. Pesten kom til at koste omkring 22.000 mennesker livet - svarende til cirka en tredjedel af byens befolkning.
- 1720 - På Frederiksborg Slot underskriver kong Frederik 4. en fredsaftale med Sverige i Store Nordiske Krig. Danmark vinder de Gottorpske dele af Slesvig, men må opgive Skånelandene.
- 1721 - Hans Egede ankommer til Grønland, hvor han begynder sin missionsvirksomhed og grundlægger kolonien Godthåb (Nuuk). Grønlandsk flagdag.
- 1848 - Under et oprør erklærer den danske guvernør på Sankt Croix, Peter von Scholten, på eget initiativ slaverne på øen for frie.
- 1866 - Den preussisk-østrigske krig afgøres i slaget ved Königgrätz, hvor de preussiske styrker sikrer nationen lederskabet i det tyske forbund.
- 1940 - Norges konge, Haakon 7., afslår Stortingets opfordring til, at han skal abdicere som følge af den tyske besættelse af landet. Senere flygter han til England, hvorfra han arbejder for et frit Norge.
- 1956 - Den danske forfatter og eventyrer Peter Freuchen vinder 64.000 $ i en amerikansk kvit eller dobbelt quiz.
- 1962 - Efter otte års blodig befrielseskrig mod Frankrig erklæres Algeriet for en selvstændig stat.
- 1967 - Den danske omsætningsafgift, Oms, bliver afløst af Momsen. Ved indførelsen er den på 10 procent.
- 1976 - Den 20-årige svenske tennisspiller Björn Borg vinder for første gang Wimbledon-turneringen ved i finalen at slå rumæneren Ilie Nastase med 6-4, 6-2, 9-7. Björn Borg har ikke tabt et eneste sæt i hele turneringen.
- 1976 - Israelske kommandosoldater befrier 105 gidsler, der holdes som gidsler i Uganda i Operation Entebbe (navnet på lufthavnen, hvor episoden foregik).
- 1988 - Et iransk passagerfly med 298 om bord skydes ned af det amerikanske krigsskib USS Vincennes i Den persiske Bugt, og alle 298 omkommer. Nedskydningen er en fejltagelse.
- 1992 - Den spiondømte tidligere tjenestemand i det norske udenrigsministerium, Arne Treholt, benådes af helbredsmæssige grunde af den norske regering. Han har da siddet i fængsel i godt 8 af de 20 år, han var blevet dømt til.
- 1998 - Danmarks fodboldlandshold taber kvartfinalen ved VM i fodbold i Frankrig til Brasilien med 3-2.
- 2013 - Den egyptiske præsident Mohamed Mursi afsættes ved et militærkup] efter flere dages uro i landet. Præsidentposten overtages af højesteretspræsident Adly Mansour.
- 2022 - Omkring klokken 17:30 åbnede en person ild med en riffel i indkøbscentret Field's på Amager i København. Ved skyderiet blev tre mennesker dræbt og fire såret af skud. Gerningsmanden blev sigtet for tre manddrab og syv drabsforsøg. Samme dag var det planlagt, at Harry Styles skulle optræde i Royal Arena, der ligger mindre en kilometer fra Field's, men blev aflyst på grund af skyderiet.

### Født
- 1423 - Ludvig 11., fransk konge (død 1483).
- 1746 - Sophie Magdalene af Danmark, prinsesse af Danmark (død 1813).
- 1854 - Leoš Janácek, tjekkisk komponist (død 1928).
- 1866 - Albert Gottschalk, dansk maler (død 1906).
- 1883 - Franz Kafka, tjekkisk forfatter (død 1923).
- 1887 - Elith Pio, dansk skuespiller (død 1983).
- 1906 - George Sanders, engelsk skuespiller (død 1972).
- 1916 - John Kundla, amerikansk basketballspiller og basketballtræner (død 2017).
- 1922 - Corneille, belgisk maler, medlem af CoBrA (død 2010).
- 1922 - Viggo Rivad, dansk fotograf (død 2016).
- 1924 - Mette Madsen, dansk forfatter og tidligere minister (død 2016).
- 1930 - Carlos Kleiber, argentinsk dirigent (død 2004).
- 1931 - Frits Helmuth, dansk skuespiller (død 2004).
- 1933 - Ib Mossin, dansk skuespiller og filminstruktør (død 2004).
- 1936 - Baard Owe, norsk-dansk skuespiller (død 2017).
- 1940 - André Lublin, dansk direktør (død 2021).
- 1945 - Svend Heide, dansk jazzmusiker.
- 1948 - Ane Mærsk Mc-Kinney Uggla, dansk skibsrederarving.
- 1952 - Laura Branigan, amerikansk sangerinde (død 2004).
- 1956 - Pia Ranslet, dansk billedhugger.
- 1960 - Vince Clarke, engelsk musiker i bl.a. Depeche Mode og Erasure.
- 1962 - Tom Cruise, amerikansk skuespiller.
- 1963 - Charlotte Fischer, dansk folketingsmedlem.
- 1964 - Yeardley Smith, amerikansk skuespillerinde (The Simpsons).
- 1965 - Connie Nielsen, dansk-amerikansk skuespiller.
- 1969 - Gedeon Burkhard Tysk skuespiller.
- 1970 - Louise Fribo, dansk skuespiller, sanger og danser.
- 1970 - Serhiy Honchar (Sergei Gonchar), ukrainsk cykelrytter.

### Dødsfald
- 1035 - Robert 1. af Normandiet, normanniske hertugrække (født 1010).
- 1642 - Marie af Medici, fransk dronning (født 1573).
- 1904 - Theodor Herzl, østrigsk journalist og grundlægger af den moderne zionisme (født 1860).
- 1913 - Vilhelm Petersen, dansk arkitekt (født 1830).
- 1935 - André Citroën, fransk bilkonstruktør (født 1878).
- 1969 - Brian Jones, engelsk musiker i Rolling Stones (født 1942) - drukneulykke.
- 1971 - Jim Morrison, amerikansk sanger i The Doors (født 1943).
- 2001 - Mordecai Richler, canadisk forfatter (født 1931).
- 2004 - Andrian Nikolajev, sovjetisk kosmonaut (født 1929).
- 2012 - Andy Griffith, amerikansk skuespiller (født 1926).
- 2013 - Radu Vasile, rumænsk politiker (født 1942).
- 2015 - Diana Douglas, amerikansk skuespillerinde (født 1923).

|  | Denne datoartikel kan blive bedre, hvis der indsættes et (bedre) billede Du kan hjælpe ved at afsøge Wikimedia Commons for et passende billede eller uploade et godt billede til Wikimedia Commons iht. de tilladte licenser og indsætte det i artiklen. |